# Tarik Brahmi
Pour les articles homonymes, voir Brahmi (homonymie).
Tarik Brahmi (né à Lyon le 19 mai 1968), est un homme politique franco-canadien. Il a été député à la Chambre des communes pour la circonscription de Saint-Jean sous la bannière du Nouveau Parti démocratique de 2011 à 2015.

## Biographie
Né à Lyon d'une mère française et d'un père algérien – son père habite encore à Toudja, en Kabylie –, il obtient un diplôme en microélectronique et automatique à l’université de Montpellier en 1991. Il devient ensuite ingénieur et travaille dans la robotique et la gestion de déchet, ce qui éveille son intérêt pour l'environnement. Il émigre au Canada en 2001 et s'installe à Saint-Jean-sur-Richelieu en 2002 où il travaille dans la défense chez Oerlikon Contraves. Il devient ensuite consultant, travaille pour la Banque royale et pour Statistique Canada à partir de 2009 et jusqu'à son élection. Il obtient la nationalité canadienne en 2006.
Socialement engagé, il est bénévole dans le cadre du programme coopératif entre Revenu Québec et l'Agence du revenu du Canada visant à aider les plus pauvres à obtenir des crédits d’impôt. Également engagé localement sur des questions d'environnement, il est membre du Mouvement Écologique du Haut-Richelieu et du Comité SOS Bois Douglas, luttant contre la destruction de la dernière forêt urbaine de la ville.

### Carrière politique
En 2009, il est candidat indépendant aux élections municipales dans le district 10 de Saint-Jean-sur-Richelieu afin de défendre le bois urbain du quartier. Il obtient 142 voix (5,2 %) et termine dernier des quatre candidats en lice.
À l'occasion de l'élection fédérale de 2011 il se présente pour le Nouveau Parti démocratique dans la circonscription de Saint-Jean, fief du Bloc québécois, dont le candidat sortant Claude Bachand avait élu sans discontinuer depuis la création du parti en 1993. À la surprise générale il est élu lors de la « vague orange », obtenant 47 % des voix et près de 9000 voix d'avances sur Claude Bachand, déclarant avoir été élu « malgré son nom arabe, son accent français et sa calvitie ».
Il s'est engagé notamment sur les questions de défense et de sécurité. Il a été membre du comité permanent des ressources humaines, du développement des compétences, du développement social et de la condition des personnes handicapées.
Tarik Brahmi a annoncé en 2014 qu'il ne souhaitait pas être de nouveau candidat lors des élections prévues en 2015.

### Résultats électoraux
|       | Candidat                 | Parti          | # de voix | % des voix |
|       | Jean Thouin              | Conservateur   | +05 603,  | 10,66 %    |
|       | (sortant) Claude Bachand | Bloc québécois | +16 023,  | 30,5 %     |
|       | Robert David             | Libéral        | +04 644,  | 8,84 %     |
|       | Tarik Brahmi             | NPD            | +24 943,  | 47,48 %    |
|       | Pierre Tremblay          | Vert           | +01 326,  | 2,52 %     |
| Total | Total                    | Total          | 52 539    | 100 %      |